# Періостит
Періости́т (лат. periostitis) — синдром запалення окістя (періосту), що розвивається внаслідок травми, інфекції з розташованого поблизу запального вогнища або занесення її гематогенним шляхом з віддалених запальних вогнищ.

## Класифікація
- Гострий періостит:
  - серозний,
  - гнійний.
- Хронічний періостит:
  - простий,
  - осифікуючий,
  - рарефікуючий.

## Клініка
Характеризується болем у ділянці ураженої кістки, що посилюється при натисканні на цю ділянку. При огляді набряк, а при пальпації болючість та «шорсткість» поверхні кістки. На рентгенограмі видно потовщення, відшарування окістя.

## Лікування
Повний спокій для ураженої кінцівки, місцево — тепло, мазеві компреси. При утворенні гнійника — операція (розсічення надкісниці та розрізання гнійника).